# エレーナ・イリニフ
エレーナ・ルスラーノヴナ・イリニフ（ロシア語: Еле́на Русла́новна Ильины́х、ロシア語ラテン翻字: Elena Ruslanovna Ilinykh、1994年4月25日 - ）は、カザフスタン出身のロシアの女性フィギュアスケート（アイスダンス）選手。パートナーはアントン・シブネフ、ルスラン・ジガンシン、ニキータ・カツァラポフ、イワン・ブキン。
2014年ソチオリンピック銅メダリスト、団体戦金メダリスト。2010年世界ジュニアフィギュアスケート選手権優勝。

## 経歴
1994年カザフスタンのアクタウに生まれる。4歳のとき、祖母に連れられ近所のリンクの体育クラスでスケートを始める。上達の早さにコーチのエカテリーナ・ヴォルコワに選手としてのトレーニングコースに変わることを強く勧められ、やがて選手育成拠点のあるモスクワのソコリニキに移った。
シングルの選手として10歳の頃には3回転ジャンプも習得、2004年ロシアジュニア選手権のノービスクラスでは2位にはいるが、13歳でアイスダンスに転向しアメリカのマリナ・ズエワ、イーゴリ・シュピリバンドのもとに移りニキータ・カツァラポフとカップルを組む。しかし翌年にはカツァラポフがロシアに帰国しカップルを解消、その後良いパートナーを得られなかったことから2007年にモスクワに戻り、カツァラポフとのカップルを再結成し2009年のロシアジュニア選手権で4位となる。
国際競技会デビューとなった翌2009-2010シーズン、ジュニアグランプリシリーズ2大会で優勝、ジュニアグランプリファイナルでも2位。世界ジュニア選手権で優勝する。
2010-2011シーズン、ロステレコム杯では銅メダルを獲得。ロシア選手権では3位に入り、ヨーロッパ選手権の代表に選出され、4位入賞を果たした。ロシアのカップルで2番目の成績を収めたため、世界選手権の代表にも選出された。SDは6位と上々の滑り出しだったが、FDでは地元ロシアの観客の大歓声で音楽のスタートが分からないまま演技をスタート。精彩を欠いた演技でSDより順位を1つ落とし7位入賞に留まった。シーズン終了後、アレクサンドル・ズーリンからニコライ・モロゾフへコーチを変更。変更の理由として、十分に練習環境を整えてもらえなかったことを挙げている。
2011-2012シーズン、NHK杯ではSDで首位に立った。しかし、FDのウォームアップ中にフェンスに衝突しひざを負傷。順位を落とし3位で大会を終え、エキシビションは欠場した。続くエリック・ボンパール杯では4位。ロシア選手権では前年より順位を1つ上げ2位。ヨーロッパ選手権ではSDで7位と出遅れ最終グループ入りを逃すが、FDでは3位で総合3位まで順位を上げ、初のメダルを獲得した。4位との差はわずか0.03ポイントしかなかった。世界選手権は予選から安定した演技を見せ5位入賞。ロシアのカップルでは最上位の成績だった。
2012-2013シーズン、ロステレコム杯では2位。NHK杯ではSDの後に食中毒を起こしてしまうが、FDを滑り2位に入った。グランプリファイナルに初進出し、そこでは6位だった。ヨーロッパ選手権では前年より順位を上げ2位。世界選手権はレベルを取りこぼし9位に終わった。
2013-2014シーズン、4年連続出場のNHK杯では4位。エリック・ボンパール杯では地元のナタリー・ペシャラ / ファビアン・ブルザ組を破り2位。ヨーロッパ選手権のSDでは僅差の2位に付けるも、FDのシンクロナイズドツイズルで転倒し2年連続の2位となった。ソチオリンピックの団体戦ではFDに出場し自己ベストを更新。金メダルを獲得した。個人戦ではSD、FD共に大幅に自己ベストを更新し、銅メダルを獲得した。世界選手権ではSDのシンクロナイズドツイズルの2本目を回ることができずノーバリューとなり5位と出遅れる。FDでは1位となり巻き返すも4位に終わった。世界選手権開催中からカツァラポフの解散が取りざたされており、4月7日にルスラン・ジガンシンと新たにカップルを結成。コーチをジガンシンのコーチであるスヴェトラーナ・アレクセーエワとエレーナ・クスタロワに変更した。
2014-2015シーズン、新カップルデビュー戦の中国杯では4位。ロステレコム杯ではお互いの前のパートナーであるヴィクトリヤ・シニツィナ/ニキータ・カツァラポフ組を破り銀メダルを獲得した。グランプリファイナルでは6位。ロシア選手権では初優勝を果たした。欧州選手権ではSD2位となるも、FDではリフトを落下させるミスがあり8位、総合4位となりメダルを逃した。
2015-2016シーズン、中国杯で銅メダルを獲得。ロステレコム杯ではSDのシークエンシャルツイズルで転倒があり総合5位。2年連続のグランプリファイナル進出を逃した。ロシア選手権ではSDの転倒が尾を引き、FDでの挽回及ばず4位に終わった。

## 主な戦績
- ルスラン・ジガンシンとのカップル

| 大会/年            | 2014-15 | 2015-16 | 2016-17 |
| ------------------ | ------- | ------- | ------- |
| 世界選手権         | 7       |         |         |
| 欧州選手権         | 4       |         |         |
| 世界国別対抗戦     | T2 / P4 |         |         |
| ロシア選手権       | 1       | 4       | 4       |
| GPファイナル       | 6       |         |         |
| GPフランス杯       |         |         | 4       |
| GPスケートアメリカ |         |         | 5       |
| GPロステレコム杯   | 2       | 5       |         |
| GP中国杯           | 4       | 3       |         |
| CSタリントロフィー |         |         | 1       |
| CS M.オーナメント  |         | 1       |         |

- ニキータ・カツァラポフとのカップル

| 大会/年            | 2008-09 | 2009-10 | 2010-11 | 2011-12 | 2012-13 | 2013-14 |
| ------------------ | ------- | ------- | ------- | ------- | ------- | ------- |
| 冬季オリンピック   |         |         |         |         |         | 3       |
| 世界選手権         |         |         | 7       | 5       | 9       | 4       |
| 欧州選手権         |         |         | 4       | 3       | 2       | 2       |
| 世界国別対抗戦     |         |         |         | T5 / P5 |         |         |
| ロシア選手権       |         |         | 3       | 2       | 2       | 2       |
| GPファイナル       |         |         |         |         | 6       |         |
| GPエリック杯       |         |         |         | 4       |         | 2       |
| GP NHK杯           |         |         | 4       | 3       | 2       | 4       |
| GPロステレコム杯   |         |         | 3       |         | 2       |         |
| クリスタルスケート |         |         |         |         | 1       |         |
| 世界Jr.選手権      |         | 1       |         |         |         |         |
| ロシアJr.選手権    | 4       | 2       |         |         |         |         |
| JGPファイナル      |         | 2       |         |         |         |         |
| JGPトルン杯        |         | 1       |         |         |         |         |
| JGPブダペスト      |         | 1       |         |         |         |         |

### 詳細
| 2016-2017 シーズン    |                                                      |         |          |          |
| 開催日                | 大会名                                               | SD      | FD       | 結果     |
| 2016年12月20日 - 25日 | ロシアフィギュアスケート選手権（チェリャビンスク）   | 4 73.22 | 3 105.06 | 4 178.28 |
| 2016年11月19日 - 25日 | ISUチャレンジャーシリーズ タリントロフィー（タリン） | 1 76.04 | 3 109.15 | 1 185.19 |
| 2016年11月11日 - 13日 | ISUグランプリシリーズ フランス杯（パリ）             | 2 68.72 | 4 98.68  | 4 167.40 |
| 2016年10月21日 - 23日 | ISUグランプリシリーズ スケートアメリカ（シカゴ）     | 4 66.60 | 6 98.56  | 5 165.16 |

| 2015-2016 シーズン    |                                                                    |         |          |          |
| 開催日                | 大会名                                                             | SD      | FD       | 結果     |
| 2015年12月23日 - 27日 | ロシアフィギュアスケート選手権（エカテリンブルク）                 | 4 66.75 | 2 102.97 | 4 169.72 |
| 2015年11月20日 - 22日 | ISUグランプリシリーズ ロステレコム杯（モスクワ）                   | 6 54.46 | 4 98.55  | 5 153.01 |
| 2015年11月6日 - 8日   | ISUグランプリシリーズ 中国杯（北京）                               | 3 63.54 | 3 95.46  | 3 159.00 |
| 2015年10月15日 - 18日 | ISUチャレンジャーシリーズ モルドヴィアンオーナメント（サランスク） | 1 70.12 | 1 106.58 | 1 176.70 |

| 2014-2015 シーズン     |                                                            |         |          |          |
| 開催日                 | 大会名                                                     | SD      | FD       | 結果     |
| 2015年4月16日 - 19日   | 2015年世界フィギュアスケート国別対抗戦（東京）             | 4 63.09 | 4 95.10  | 2 団体   |
| 2015年3月23日 - 29日   | 2015年世界フィギュアスケート選手権（上海）                 | 5 69.46 | 9 95.38  | 7 164.84 |
| 2015年1月26日 - 2月1日 | 2015年ヨーロッパフィギュアスケート選手権（ストックホルム） | 2 69.94 | 8 89.89  | 4 159.83 |
| 2014年12月24日 - 28日  | ロシアフィギュアスケート選手権（ソチ）                     | 1 70.35 | 2 101.06 | 1 171.41 |
| 2014年12月11日 - 14日  | 2014/2015 ISUグランプリファイナル（バルセロナ）            | 6 60.25 | 4 96.21  | 6 156.46 |
| 2014年11月14日 - 16日  | ISUグランプリシリーズ ロステレコム杯（モスクワ）           | 2 64.12 | 3 96.31  | 2 160.43 |
| 2014年11月7日 - 9日    | ISUグランプリシリーズ 中国杯（上海）                       | 4 60.48 | 4 84.22  | 4 144.70 |

| 2013-2014 シーズン    |                                                        |         |          |          |
| 開催日                | 大会名                                                 | SD      | FD       | 結果     |
| 2014年3月24日 - 30日  | 2014年世界フィギュアスケート選手権（さいたま）         | 5 65.67 | 1 108.71 | 4 174.38 |
| 2014年2月6日 - 22日   | ソチオリンピック（ソチ）                               | 3 73.04 | 3 110.44 | 3 183.48 |
| 2014年2月6日 - 22日   | ソチオリンピック 団体戦（ソチ）                        | -       | 3 103.48 | 1 団体   |
| 2014年1月13日 - 19日  | 2014年ヨーロッパフィギュアスケート選手権（ブダペスト） | 2 69.54 | 2 100.97 | 2 170.51 |
| 2013年12月22日 - 27日 | ロシアフィギュアスケート選手権（ソチ）                 | 2 68.67 | 2 99.34  | 2 168.01 |
| 2013年11月15日 - 17日 | ISUグランプリシリーズ エリックボンパール杯（パリ）     | 3 69.07 | 2 102.82 | 2 171.89 |
| 2013年11月8日 - 10日  | ISUグランプリシリーズ NHK杯（東京）                    | 4 61.35 | 4 94.02  | 4 155.37 |

| 2012-2013 シーズン       |                                                      |         |          |          |
| 開催日                   | 大会名                                               | SD      | FD       | 結果     |
| 2013年3月10日 - 17日     | 2013年世界フィギュアスケート選手権（ロンドン）       | 9 66.07 | 10 91.45 | 9 157.52 |
| 2013年1月23日 - 27日     | 2013年ヨーロッパフィギュアスケート選手権（ザグレブ） | 2 68.98 | 1 100.16 | 2 169.14 |
| 2012年12月24日 - 28日    | ロシアフィギュアスケート選手権（ソチ）               | 2 66.14 | 2 105.53 | 2 171.67 |
| 2012年12月6日 - 9日      | 2012/2013 ISUグランプリファイナル（ソチ）            | 6 63.56 | 5 92.80  | 6 156.36 |
| 2012年11月23日 - 25日    | ISUグランプリシリーズ NHK杯（利府）                  | 3 59.96 | 2 96.66  | 2 156.62 |
| 2012年11月9日 - 11日     | ISUグランプリシリーズ ロステレコム杯（モスクワ）     | 2 65.70 | 2 92.76  | 2 158.46 |
| 2012年10月30日 - 11月4日 | 2012年クリスタルスケート（ブラショフ）               | 1 70.95 | 1 103.61 | 1 174.56 |

| 2011-2012 シーズン   |                                                            |         |         |         |          |
| 開催日               | 大会名                                                     | 予選    | SD      | FD      | 結果     |
| 2012年4月19日-22日   | 2012年世界フィギュアスケート国別対抗戦（東京）             | -       | 5 60.44 | 5 86.40 | 5 146.84 |
| 2012年3月26日-4月1日 | 2012年世界フィギュアスケート選手権（ニース）               | 1 92.40 | 5 65.34 | 5 95.66 | 5 161.00 |
| 2012年1月23日-29日   | 2012年ヨーロッパフィギュアスケート選手権（シェフィールド） | -       | 7 59.49 | 3 93.63 | 3 153.12 |
| 2011年12月24日-28日  | ロシアフィギュアスケート選手権（サランスク）               | -       | 2 66.94 | 2 95.00 | 2 161.94 |
| 2011年11月18日-20日  | ISUグランプリシリーズ エリック・ボンパール杯（パリ）       | -       | 7 58.17 | 7 82.15 | 7 140.32 |
| 2011年11月11日-13日  | ISUグランプリシリーズ NHK杯（札幌）                        | -       | 1 61.83 | 3 87.65 | 3 149.48 |

| 2010-2011 シーズン     |                                                    |         |          |          |
| 開催日                 | 大会名                                             | SD      | FD       | 結果     |
| 2011年4月24日 - 5月1日 | 2011年世界フィギュアスケート選手権（モスクワ）     | 6 65.51 | 10 88.99 | 7 154.50 |
| 2011年1月24日 - 30日   | 2011年ヨーロッパフィギュアスケート選手権（ベルン） | 4 60.93 | 4 92.55  | 4 153.48 |
| 2010年12月25日 - 29日  | ロシアフィギュアスケート選手権（サランスク）       | 2 62.30 | 4 87.42  | 3 149.72 |
| 2010年11月19日 - 21日  | ISUグランプリシリーズ ロステレコム杯（モスクワ）   | 6 49.14 | 2 85.65  | 3 134.79 |
| 2010年10月22日 - 24日  | ISUグランプリシリーズ NHK杯（名古屋）              | 3 56.89 | 4 78.16  | 4 135.05 |

| 2009-2010 シーズン |                                                      |         |         |         |          |
| 開催日             | 大会名                                               | CD      | OD      | FD      | 結果     |
| 2010年3月9日-12日  | 2010年世界ジュニアフィギュアスケート選手権（ハーグ） | 1 37.52 | 1 59.94 | 1 90.82 | 1 188.28 |
| 2010年2月3日-6日   | ロシアジュニアフィギュアスケート選手権（サランスク） | 2 36.85 | 2 60.00 | 2 87.66 | 2 184.51 |
| 2009年12月5日-6日  | 2009/2010 ISUジュニアグランプリファイナル（東京）    | -       | 3 54.35 | 2 85.01 | 2 139.36 |
| 2009年9月10日-12日 | ISUジュニアグランプリ トルン杯（トルン）             | 1 35.02 | 1 54.03 | 1 82.56 | 1 171.61 |
| 2009年8月27日-29日 | ISUジュニアグランプリ ブダペスト（ブダペスト）       | 1 34.10 | 1 50.46 | 1 81.50 | 1 166.06 |

| 2008-2009 シーズン |                                                      |         |         |         |          |
| 開催日             | 大会名                                               | CD      | OD      | FD      | 結果     |
| 2009年1月28日-31日 | ロシアジュニアフィギュアスケート選手権（サランスク） | 5 29.37 | 5 49.28 | 4 77.06 | 4 155.71 |

## プログラム使用曲
| シーズン  | SD | FD | EX |
| --------- | --- | --- | --- |
| 2016-2017 | ブルース：Big Bad Love 演奏：レイ・チャールズ、ダイアナ・ロス スウィング：シング・シング・シング 作曲：ルイ・プリマ                         | 映画『スラムドッグ$ミリオネア』サウンドトラックより 作曲：A・R・ラフマーン Ang Laga De ボーカル：アディティ・ポール                                                        | I Have Nothing Queen Of The Night ボーカル：ホイットニー・ヒューストン |
| 2015-2016 | ワルツ：愛にすべてを マーチ：ウィ・ウィル・ロック・ユー 曲：クイーン                                                                        | 映画『フリーダ』サウンドトラックより 作曲：エリオット・ゴールデンサール 振付：アントニオ・ナハロ                                                                           | I Put a Spell On You ボーカル：アニー・レノックス |
| 2014-2015 | パソドブレ：アラゴネーズ 歌劇『カルメン』より パソドブレ：闘牛士の歌 歌劇『カルメン』より 作曲：ジョルジュ・ビゼー 振付：アントニオ・ナハロ | Appassionata 曲：シークレット・ガーデン アンソニーとクレオパトラ 映画 『クレオパトラ』より 作曲：アレックス・ノース 演奏：フェランテ & タイシャー 振付：イリヤ・アベルブフ | Je t'aime ボーカル：ララ・ファビアンLove Like a Dream ボーカル：アーラ・プガチョワ |
| 2013-2014 | クイックステップ：素敵なあなた フォックストロット：16 Tons クイックステップ：シング・シング・シング                                         | バレエ『白鳥の湖』より 作曲：ピョートル・チャイコフスキー | アルビノーニのアダージョ モダンアレンジ 作曲：レモ・ジャゾットApologize 曲：ティンバランド feat. ワンリパブリックSnow ボーカル：フィリップ・キルコロフI believe 作曲：西尾芳彦 ボーカル：ヘイリー・ウェステンラ |
| 2012-2013 | アンディジャン・ポルカ | ミュージカル『ゴースト・ザ・ミュージカル』サウンドトラックより 作曲：デイヴ・スチュワート、グレン・バラード                                                                | Capricious Horses by Garik SukachevSomeone Like You 曲：アデル |
| 2011-2012 | Hip Hip Chin Chin 曲：クラブ・ド・ベルーガ マシュ・ケ・ナダ 作曲：セルジオ・メンデス Mujer Latina 作曲：Kike Santander                      | カッチーニのアヴェ・マリア ボーカル：トーマス・スペンサー＝ワートリー | Someone Like You 曲：アデルBlack velvet ボーカル：アランナ・マイルズある愛の詩 ボーカル：ミレイユ・マチュー |
| 2010-2011 | ワルツ：映画『アゴニー』サウンドトラックより 作曲：アルフレート・シュニトケ タンゴ                                                          | バレエ『ドン・キホーテ』より 作曲：レオン・ミンクス | I Put a Spell on You ボーカル：ニーナ・シモン可愛い花 ロック・アラウンド・ザ・クロック |
| シーズン  | OD | FD | EX |
| 2009-2010 | Panpipes of the Andesより 曲：インカンテーション                                                                                            | 映画『シンドラーのリスト』より 作曲：ジョン・ウィリアムズ ミュージカル『屋根の上のバイオリン弾き』より 作曲：ジェリー・ボック                                              | 可愛い花 ロック・アラウンド・ザ・クロック |